# Gensac (Gironda)
Gensac è un comune francese di 878 abitanti situato nel dipartimento della Gironda nella regione della Nuova Aquitania.

## Società

### Evoluzione demografica
Abitanti censiti